# Herb Radzionkowa
Herb Radzionkowa – jeden z symboli miasta Radzionków w postaci herbu. Radzionków jest jednym z czterech miast w Polsce (obok Mławy, Serocka i Trzemeszna), które posiada w swoim herbie wizerunek Świętego Wojciecha.

## Wygląd i symbolika
Herb przedstawia na błękitnej tarczy postać świętego Wojciecha stojącego na srebrnym obłoku w szacie srebrno-czerwonej i tiarze złoto-srebrno-czerwonej, trzymającego w prawej ręce złote wiosło jednopiórowe, piórem ku dołowi, a w lewej – złoty krzyż lotaryński.

## Historia
Wizerunek herbowy widnieje na pieczęciach gminnych od 1785 roku. Zatwierdzony uchwałą Rady Miasta z 11 września 1999 roku, zaś zasady dysponowania nim reguluje uchwała Zarządu Miasta z dnia 29 maja 2002 roku.